# Organización territorial de Zimbabue
Zimbabue está dividida en ocho provincias y dos ciudades con estatuto de provincia: 

## Ciudades
| N.º | Ciudad   | Extensión | Población (2010) | Densidad |
| --- | -------- | --------- | ---------------- | -------- |
| 1   | Bulawayo | 1 706     | 2 000 000        | 1 172.33 |
| 2   | Harare   | 960       | 2 800 111        | 2 916.78 |
|     |          | 2 666     | 4 800 111        | 1 800.49 |

## Provincias
| N.º | Provincia                    | Capital   | Extensión | Población (2012) | Densidad |
| --- | ---------------------------- | --------- | --------- | ---------------- | -------- |
| 3   | Manicalandia                 | Mutare    | 36 459    | 1 762 698        | 48.35    |
| 4   | Mashonalandia Central        | Bindura   | 28 347    | 1 152 520        | 40.66    |
| 5   | Mashonalandia Oriental       | Marondera | 32 320    | 1 344 955        | 41.61    |
| 6   | Mashonalandia Occidental     | Chinhoyi  | 57 441    | 1 501 656        | 26.14    |
| 7   | Masvingo                     | Masinvo   | 56 566    | 1 485 090        | 26.25    |
| 8   | Matabelelandia Septentrional | Lupane    | 75 025    | 749 017          | 9.98     |
| 9   | Matabelelandia Meridional    | Gwanda    | 54 172    | 683 893          | 12.62    |
| 10  | Midlands.                    | Gweru     | 49 166    | 1 614 941        | 32.85    |
|     |                              |           | 389.496   | 10.294.770       | 26,43    |

- Datos: Q3976660
- Multimedia: Subdivisions of Zimbabwe / Q3976660